# Der Maulkorb (1938)
Der Maulkorb ist eine Komödie von Erich Engel aus dem Jahr 1938. Es ist die erste von bisher fünf Verfilmungen des Romans Der Maulkorb von Heinrich Spoerl, der zwei Jahre zuvor erschienen war.

## Handlung
In einer kleinen rheinischen Stadt zur Kaiserzeit empören sich die Bewohner über ihren Landesherrn. Der hat eine Rede gehalten, die im lokalen Blättchen abgedruckt wird. Darin ist der Landesherr unter anderem mit seinen Kritikern hart ins Gericht gegangen: „Meine berufenen Ratgeber höre ich gerne an. Aber für Besserwisser und Stänker habe ich nur das große Goethewort“, so steht es in der Zeitung abgedruckt und besonders das „große Goethewort“ sorgt für Missmut am Stammtisch in der Kneipe von Frau Tigges. An dem sitzt auch der Staatsanwalt von Traskow, der sich den Abend über betrinkt und als letzter mit seinem Hund die Kneipe verlässt. Am nächsten Morgen trägt das Denkmal des Landesherrn einen Maulkorb.
Dem verkaterten Staatsanwalt von Traskow wird dieser Kriminalfall übertragen, ermittelt wird wegen Majestätsbeleidigung, Hinweise werden mit 300 Mark belohnt. Bald findet sich in dem jungen Maler Rabanus ein unfreiwilliger Zeuge, der die Tat beobachtet hat. Gegenüber einem Beamten gibt er eine exakte Täterbeschreibung, die er jedoch gegenüber von Traskow nach einem Heiterkeitsausbruch ins Gegenteil verkehrt. Denn niemand geringerer als der Staatsanwalt persönlich hatte sich in der Nacht volltrunken am Denkmal zu schaffen gemacht. Die Familie des Staatsanwalts hat diese Tatsache längst begriffen und die Spuren verwischt – und Rabanus sich in von Traskows Tochter Trude verliebt. Davon ahnt der Staatsanwalt nichts. Nach einem anonymen Anruf von Rabanus auf der Wache wird die Belohnung von 300 auf 3000 Mark erhöht. Rabanus, der inzwischen zu allem bereit ist, um die Ehre von Traskows zu retten, überredet auf einer Faschingsfeier einen Freund, sich als Täter auszugeben. Vor der herbeigerufenen Polizei weist der jedoch jede Schuld von sich, sodass am Ende Rabanus wegen Anstiftung zur Falschaussage festgenommen wird, zumal ihn seine gegenteiligen Aussagen bei der ersten Vernehmung verdächtig erscheinen lassen.
Als eine Dame auf der Wache erscheint und angibt gesehen zu haben, dass der Täter als letzter Frau Tigges’ Stube verlassen hat, glaubt sich von Traskow am Ziel. Bei einer Vernehmung der Wirtin wird ihm jedoch klar, dass er der letzte Gast war und folglich auch der Täter sein muss. Verzweifelt geht er nach Hause und gesteht seiner Frau die Tat. Als er jedoch beim Oberstaatsanwalt den Sachverhalt schildern will, erscheinen die beiden Tagelöhner Bätes und Wimm auf der Wache. Bätes sei der Täter und Wimm der Zeuge eben dafür – beide sind jedoch nur auf die Belohnung aus, die sie teilen wollen. Es kommt zur Gerichtsverhandlung, bei der sich vor allem der Angeklagte Bätes in Widersprüche verstrickt und die Tat aus Angst vor einer hohen Haftstrafe abstreitet. Als Rabanus wegen seiner merkwürdigen Zeugenaussage zu Beginn erneut befragt wird, konstruiert er einen möglichen Fall: Was wäre, wenn sich der Täter im Vollrausch nicht bewusst gewesen wäre, dass er das Denkmal des Landesvaters verunglimpft? Bätes nimmt diesen Hinweis auf und meint, er hätte das Denkmal für ein Standbild Goethes gehalten. Wegen groben Unfugs wird er daher nur zu einer geringen Geldstrafe verurteilt, die er mit seiner Untersuchungshaft bereits verbüßt hat. Rabanus kann nun endlich offen seine Liebe zu Trude bekennen. Der Oberstaatsanwalt, der in die eigentlichen Verhältnisse eingeweiht scheint, teilt von Traskow am Ende mit, dass er ihn als Oberstaatsanwalt nach Allenstein in Ostpreußen versetzten lassen wird.

## Unterschiede zur Romanvorlage
Die Verfilmung hält sich sehr eng an die Romanvorlage und übernimmt teilweise Dialoge wortgenau. Dennoch weist die Verfilmung kleine Unterschiede auf. Während im Roman die Rede des Landesherrn ausschließlich ein Gerücht ist und ihr Inhalt durch Weitererzählen, Tratsch und Übertreibungen zu immer handfesteren Beleidigungen wird, hat der Landesherr im Film die Rede tatsächlich gehalten. Kurz bevor von Traskow das Lokal verlässt, liest er in schwer betrunkenem Zustand noch einmal die Worte des Landesherrn, weswegen sein anschließendes Handeln spontaner erscheint.
Der Oberstaatsanwalt heißt im Roman „von Treskow“, in der Verfilmung jedoch „von Traskow“.
Auch das Ende weicht leicht von der Vorlage ab. Der Staatsanwalt gesteht dem Oberstaatsanwalt im Roman, dass ihn die Ermittlungen so erschöpft haben, dass er am Ende dachte, selbst der Täter gewesen zu sein. Denn obwohl er sich im Roman sicher ist, die Tat begangen zu haben, gesteht er dies niemandem. In der Verfilmung ist sich der Staatsanwalt jedoch zunächst nicht sicher, der Täter zu sein. Später gewinnt er die Erkenntnis, der Täter zu sein, eröffnet dies auch seiner Familie und geht zum Oberstaatsanwalt, um die Tat zu bekennen, wovon ihn das Erscheinen von Wimm und Bätes abhält. Er glaubt dem Tatgeständnis des Hilfsarbeiters Bätes. Am Ende wird er zwar befördert, jedoch auch nach Ostpreußen versetzt.

## Kritik
Das Lexikon des Internationalen Films bewertet den Maulkorb als „bemerkenswerte… Komödie rheinischer Subversivität.“ Das Reclam-Filmlexikon sieht trotz der Rückdatierung der Handlung in die wilhelminische Zeit eine „deutliche… Zielrichtung auf die NS-Gegenwart“ und stellt fest, dass sich „diese Satire über Untertanengeist, Kriecherei und fehlende Meinungsfreiheit [mokiert].“ Hervorgehoben werden Ralph Arthur Roberts’ „grotesk akzentuierte Komik, die liebenswürdig-verschlagene Rolleninterpretation Paul Henckels'“ und Will Quadflieg in seiner ersten Filmrolle. Die schauspielerischen Leistungen aller drei Akteure würden „die Glanzpunkte in diesem 1938 geradezu subversiven Angriff auf den Obrigkeitsstaat“ setzen. Nebendarsteller Will Quadflieg, der in Der Maulkorb sein Filmdebüt gab, schrieb in seinen Memoiren zum Film: „Gegen die Geschichte war nichts zu sagen. Thematisch war sie eine entfernte Anleihe an Kleist. ‚Der zerbrochne Krug‘ feierte als niederrheinische Kräwinkeliade fröhliche Urständ.“